# Золото дураков (фильм)
«Золото дураков» (англ. Fool's Gold) — американский романтический приключенческий фильм 2008 года — супруги ищут затонувшие сокровища и пути выхода из семейного кризиса.

## Сюжет
Бен Финнеган (Мэттью Макконахи), по прозвищу Финн, восемь последних лет своей жизни посвятил поискам затонувшего испанского галеона «Аурэлия» с золотом испанской короны на борту. И в тот самый момент, когда он нашёл зацепку — осколок тарелки с символикой капитана галеона — всё идёт наперекосяк. Катер со всем снаряжением тонет, главный спонсор Биг Банни теряет терпение и не только лишает финансирования, но и пытается утопить Финна, любимая жена Тэсс (Кейт Хадсон) разводится с ним.
В это время к миллионеру Найджелу Ханикатту прилетает дочь Джемма, погостить на его яхту. Финн решает, что с помощью дочки он доберётся до отца, и тот профинансирует его предприятие. Эффектно поймав улетевшую шляпу Джеммы, Финн оказывается на яхте. Здесь он встречает свою бывшую жену, которая работает на корабле. Финн и Тэсс, которая прежде была компаньоном Финна и «мозгом» предприятия по поиску сокровищ, напрямую рассказывают Найджелу и Джемме о затонувшем галеоне, и они соглашаются присоединиться к поискам.
Но Биг Банни, расставшись с Финном, не расстался с желанием найти сокровища. Он находит нового исполнителя — Мо Фитча — старого наставника Финна в деле поиска подводных кладов. Неудивительно, что пути-дороги конкурирующих фирм пересекаются, грозя Финну и Тэсс новыми неприятностями. Поиски приводят Тесс и Финна в старую церковь на острове, где был пришвартован корабль с сокровищами. В церковных архивах они находят упоминание могилы с названием корабля «Аурэлия», а заодно восстанавливают разрушенные отношения. 
Раскопав могилу, они находят судовой журнал с исчерпывающим описанием, где спрятаны сокровища — в затопленной пещере на этом острове. Чтобы добраться до испанских богатств, осталось преодолеть последнее препятствие — Биг Банни с парой головорезов, внезапно возникших перед главными героями.
Благодаря проворности и отваге четы Финнеганов, помощи семейства Ханикатт и переметнувшегося на сторону добра Мо Фитча, сокровища испанской короны попадают в хорошие руки.

## В ролях
- Мэттью Макконахи — Бен 'Финн' Финнеган
- Кейт Хадсон — Тесс Финнеган
- Дональд Сазерленд — Найджел Ханикатт
- Алексис Дзена — Джемма Ханикатт
- Юэн Бремнер — Альфонз
- Рэй Уинстон — Мо Фитч
- Кевин Харт — Биг Банни
- Малькольм-Джамал Уорнер — Корделл

## Номинации
- Золотая малина — Кейт Хадсон за худшую женскую роль
- Teen Choice Awards — Choice Movie: Chick Flick
- Golden Trailer Awards — Лучший романтический постер
- Taurus World Stunt Awards — Hardest Hit

Номинация каскадёра Кайла Гардинера за падение в эпизоде, когда Бен Финнеган ловит улетевшую шляпу Джеммы Ханикатт.

## Интересные факты
Мэттью Макконехи и Кейт Хадсон уже играли вместе в романтической комедии «Как отделаться от парня за 10 дней».

## Сборы
Бюджет фильма составил 70 млн. $. В прокате с 8 февраля 2008 года по 29 мая 2008, наибольшее число показов в 3,125 кинотеатрах единовременно. За время проката собрал в мире 111,231,041 $, из них 70,231,041 $ в США и 41,000,000 $ в остальном мире. В странах СНГ фильм показывался с 3 апреля по 1 июня 2008 года и собрал 4,016,528 $.